# Becadell de Wilson
El becadell de Wilson (Gallinago delicata) és una espècie d'ocell de la família dels escolopàcids (Scolopacidae) sovint considerat la subespècie nord-americana del becadell comú. Habita en estiu zones de tundra i praderes humides des de les illes Aleutianes i Alaska cap a l'est, a través del nord del Canadà fins Labrador i Terranova i cap al sud fins al nord de Califòrnia, Arizona, nord de Nou Mèxic i de Colorado, cap a l'est, fins al nord-oest de Pennsilvània i Nova Anglaterra. En hivern ocupa tot el sud dels Estats Units, les Antilles, Mèxic, Amèrica Central i l'extrem nord de l'Amèrica del Sud.

## Descripció
Els adults fan entre 23 i 28 cm de llargada amb una envergadura de 39 a 45 cm. El pes oscil·la entre els 79 i els 147 g.
El becadell de Wilson és un ocell limícola grassonet i ben camuflat que es barreja amb prats humits i aiguamolls. Fosc i molt marcat, amb ratlles pàl·lides de color beix a l'esquena i la cara. El bec és extremadament llarg que fa servir per sondejar el fang a la recerca d'invertebrats. De forma similar a la becada americana (Scolopax minor), però molt més fosca amb extenses marques a les parts inferiors. Bastant comú i estès per tota Amèrica del Nord, hiverna al nord d'Amèrica del Sud. Es troba en aiguamolls fangosos, camps inundats i aiguamolls, generalment sol, però de vegades es reuneix en grups solts. Quan detecta perill, emet un crit aspre. A les zones de cria, és interessant observar les exhibicions de vol aeri, que es fan de dia i de nit: una sèrie ràpida de sorolls semblants a udols produïts per les plomes exteriors de la cua en vol.

## Reproducció i hàbits
Es reprodueixen en aiguamolls fangosos, aiguamolls, tundra i prats humits al Canadà i al nord dels Estats Units i a la península de Txukotka, Rússia. Són residents durant tot l'any a la costa del Pacífic dels Estats Units. La població oriental migra al sud dels Estats Units, al Carib i al nord de Sud-amèrica. Pot ser que el canvi climàtic faci que aquests ocells es traslladin a l'àrea de reproducció abans i marxin més tard de com ho feien fa cent anys. A Ohio, per exemple, es va registrar finals d'abril com a data de migració mitjana el 1906, però ara la major part de la població local ja és present a les zones de cria en aquell moment.
Busquen aliment en fang tou, sondejant o recollint menjar no enterrat i menjant insectes, cucs de terra i material vegetal. Ben camuflats, solen ser tímids i s'amaguen a prop de la vegetació terrestre, i només reaccionen quan se'ls hi acosta. Volen en una sèrie de ziga-zagues aèries per confondre els depredadors.
El mascle fa una exhibició de "ventall" durant el festeig, volant alt en cercles i després fent immersions poc profundes per produir un so distintiu. S'ha observat ventallant durant tot el dia i fins ben entrada la nit. El so de "ventall" és similar al crit d'un mussol pirinenc. Nien en un lloc ben amagat a terra.

## Població
La població de becadell de Wilson es va veure reduïda a finals del segle XIX per la caça i la destrucció de l'hàbitat. Tanmateix, aquest ocell continua sent força comú i no es considera amenaçat per la UICN, tot i que les poblacions locals són sensibles al drenatge a gran escala dels aiguamolls.

## Taxonomia
Aquesta espècie es considerava una subespècie del becadell comú (G. gallinago) fins al 2003, quan se li va donar el seu propi estatus d'espècie, tot i que no totes les autoritats ho van reconèixer immediatament.